# Räuberbaron

The protectors of our industries. Cartoon, der Cyrus W. Field, Jay Gould, Cornelius Vanderbilt und Russell Sage zeigt, die auf Geldsäcken sitzend von Arbeitern getragen werden.

Als robber barons („Raubritter“ oder wörtlich „Räuberbaron“) werden US-amerikanische Kapitalisten des späten 19. Jahrhunderts rund um das Gilded Age bezeichnet.
Der Begriff wird sozialkritisch verwendet und bezieht sich auf die skrupellosen Geschäftspraktiken der Industriellen, die ihren Reichtum zum Beispiel durch Monopole konstant vergrößerten.

## Schlüsselpersonen
Unter anderem folgende Geschäftsleute werden in den gelisteten Referenzen „Räuberbaron“ genannt:
- John Jacob Astor
- Andrew Carnegie

- James Fisk
- Henry Clay Frick
- Jay Gould
- E. H. Harriman
- Andrew Mellon
- J. P. Morgan
- John D. Rockefeller
- Russell Sage
- Charles M. Schwab
- Leland Stanford
- Cornelius Vanderbilt

## Neuzeitlicher Gebrauch
Auch im 21. Jahrhundert wird unter dem Begriff die Moral bestimmter Geschäftspraktiken verhandelt. So sang zum Beispiel Bruce Springsteen 2012 über Banker als „Robber Barons“. Während der Occupy Wall Street Proteste in 2011 wurde der Begriff von Bernie Sanders in seiner Rede gegen die Wall Street verwendet.
Auch die Geschäftspraktiken der Silicon-Valley-Milliardäre, darunter Jeff Bezos und Mark Zuckerberg, werden von verschiedenen Medien mit denen der Räuberbarone verglichen. Der Demokrat Jamie Raskin bezeichnete bei einer Anhörung der großen Technologie-Konzerne Amerikas (GAFA) vor dem US-Kongress zu deren Monopolstellung die angehörten Unternehmer als „Cyber Barons“ in Anlehnung an die Räuberbarone.